# Сюйвень
20°19′45″ пн. ш. 110°10′17″ сх. д. / 20.32919° пн. ш. 110.17138° сх. д.
Сюйвень (кит. 徐闻县, пін. Xúwén Xiàn) — один із повітів КНР у складі префектури Чжаньцзян, провінція Гуандун. Адміністративний центр — містечко Сюйчен.

## Географія
Сюйвень у середньому розташовується на висоті близько 66 метрів над рівнем моря, лежить на крайньому півдні півострова Лейчжоу на північ від Хайнанської протоки.

### Клімат
Повіт знаходиться у зоні, котра характеризується вологим субтропічним кліматом. Найтепліший місяць — червень із середньою температурою 29,1 °C. Найхолодніший місяць — січень, із середньою температурою 17,2 °С.
| Клімат повіту Сюйвень                              | Клімат повіту Сюйвень | Клімат повіту Сюйвень | Клімат повіту Сюйвень | Клімат повіту Сюйвень | Клімат повіту Сюйвень | Клімат повіту Сюйвень | Клімат повіту Сюйвень | Клімат повіту Сюйвень | Клімат повіту Сюйвень | Клімат повіту Сюйвень | Клімат повіту Сюйвень | Клімат повіту Сюйвень | Клімат повіту Сюйвень |
| Показник                                           | Січ.                  | Лют.                  | Бер.                  | Квіт.                 | Трав.                 | Черв.                 | Лип.                  | Серп.                 | Вер.                  | Жовт.                 | Лист.                 | Груд.                 | Рік                   |
| Середній максимум, °C                              | 21                    | 22,6                  | 26,1                  | 29,7                  | 32,4                  | 33,5                  | 33,2                  | 32,4                  | 31                    | 28,9                  | 26                    | 22,2                  | 28,3                  |
| Середня температура, °C                            | 17,2                  | 18,6                  | 21,7                  | 25,1                  | 27,7                  | 29,1                  | 29                    | 28,4                  | 27,2                  | 25,1                  | 22,2                  | 18,4                  | 24,1                  |
| Середній мінімум, °C                               | 14,7                  | 16,2                  | 19                    | 22,2                  | 24,7                  | 26,1                  | 26,1                  | 25,6                  | 24,6                  | 22,4                  | 19,6                  | 15,9                  | 21,4                  |
| Норма опадів, мм                                   | 11.8                  | 17.9                  | 32.6                  | 67.5                  | 107.8                 | 147                   | 209.5                 | 291.3                 | 238.3                 | 188.3                 | 42.6                  | 28.8                  | 1383.4                |
| Вологість повітря, %                               | 84                    | 86                    | 85                    | 83                    | 81                    | 79                    | 79                    | 83                    | 85                    | 82                    | 81                    | 81                    | 82                    |
| -------------------------------------------------- | --------------------- | --------------------- | --------------------- | --------------------- | --------------------- | --------------------- | --------------------- | --------------------- | --------------------- | --------------------- | --------------------- | --------------------- | --------------------- |
| Джерело: Дані метеостанції №59754 (КНР, 1991-2020) |                       |                       |                       |                       |                       |                       |                       |                       |                       |                       |                       |                       |                       |